# Discriminação reversa
Discriminação reversa é a discriminação contra os membros de um grupo dominante ou majoritário, em favor dos membros de uma minoria ou grupo historicamente desfavorecido. Os grupos podem ser definidos em termos de raça, gênero, etnia ou outros fatores. Esta discriminação pode procurar corrigir as desigualdades sociais, segundo as quais os grupos minoritários têm menos acesso aos privilégios de que beneficia o grupo maioritário. Nestes casos, pretende-se eliminar a discriminação que os grupos minoritários já podem enfrentar. O rótulo de discriminação reversa também pode ser usado para destacar a discriminação inerente aos programas de ação afirmativa. A discriminação reversa pode ser definida como o tratamento desigual dos membros dos grupos majoritários resultantes de políticas preferenciais, como nas admissões nos colégios ou no emprego, destinadas a remediar a discriminação anterior contra as minorias.
A conceitualização dos esforços de ação afirmativa como discriminação inversa começou a se popularizar no início dos anos setenta, período que se concentrou em políticas de sub-representação e ação destinadas a remediar os efeitos da discriminação passada no governo e no mundo dos negócios.:18 O conceito de discriminação reversa tem dois significados diferentes. No sentido mais amplo, refere-se à discriminação contra brancos ou homens em qualquer área da vida, incluindo emprego e educação. Em um sentido mais restrito, refere-se aos impactos negativos específicos que brancos ou homens podem experimentar por causa de políticas de ação afirmativa. Os dois significados são muitas vezes confundido, o que leva a confusão e desinformação.:1160–1162

## Discriminação reversa no local de trabalho
Quando membros de um determinado grupo tem sido excluídos de um determinado emprego, diz-se que este grupo recebeu menos do que a sua parte justa de emprego, em questão, e merece receber mais a título de compensação. Assim, este grupo está sendo compensado por não ter emprego no passado. Portanto, um grupo já existente no local de trabalho será discriminado, mesmo que nunca tenham negado emprego anteriormente. Se o ponto de discriminação reversa é compensar um grupo ferido, dificilmente importa se aqueles que são contratados preferencialmente não estavam entre as vítimas originais de discriminação. Além disso, os beneficiários atuais da discriminação reversa não são muitas vezes as mesmas pessoas que foram prejudicadas pela discriminação original e aqueles que agora carregam o ónus da discriminação reversa são raramente as mesmas pessoas que praticaram a discriminação original. Devido a isso, diz-se que a discriminação revesa é irrelevante para o objetivo de compensar injustiças passadas para aqueles cujas qualificações superiores são ignoradas.
É freqüentemente argumentado por grupos majoritários que eles estão sendo discriminados por contratação e avanço por causa de políticas de ação afirmativa. No entanto, os críticos deste argumento muitas vezes citam o significado "simbólico" de um trabalho tem de ser levado em consideração, bem como as qualificações. Muitos acham que basear a decisão de discriminar um grupo de pessoas não deve se basear no simbolismo, mas em um fato objetivo e verificável. Thomas Sowell disse que o significado de "qualificado" foi esticado para significar "qualificado para ser treinado", e a oferta "disponível" inclui mulheres que não trabalham mais (geralmente por causa da prosperidade de seus maridos).  Críticos rgumentam também que o que é chamado de "discriminação reversa" contra os grupos majoritários não é, de fato, discriminação contra esse grupo, mas sim discriminação positiva que auxilia um outro grupo.